# Gerald Verner
Gerald Verner, de son vrai nom John Robert Stuart Pringle, est un écrivain, dramaturge et scénariste britannique né le 26 juin 1897 dans le quartier Streatham de Londres et mort le 16 septembre 1980 à Broadstairs (Royaume-Uni). Il a également écrit sous plusieurs autres pseudonymes, dont Donald Stuart en début de carrière. C'est un auteur prolifique, avec plus de 120 romans à son actif, dont une partie a été adaptée au théâtre, à la radio, à la télévision ou au cinéma. 

## Biographie
Il est né John Robert Stuart Pringle en 1897 dans le quartier Streatham de Londres. Au début de sa carrière d'écrivain, il utilise le pseudonyme Donald Stuart et écrit quarante-quatre histoires pour la revue The Sexton Blake Library, six pour Union Jack, trois pour The Thriller ainsi que deux pièces de théâtre et deux film.
Il utilise également les pseudonymes Derwent Steele and Nigel Vane.

## Liste partielle des œuvres

### Romans

#### Série Trevor Lowe
- Phantom Hollow (1933)
- The Hangman (1934)
- The Lady of Doom (1934)
- The Next to Die (1934)
- Terror Tower (1935)
- The Watcher (1936)
- The Three Gnomes (1937)
- The Glass Arrow (1937)
- The Token (1937)
- The Clue of the Green Candle (1938)
- The River House Mystery (1938)
- Dene Of The Secret Service (1941)
- The Shadow Men (1961)
- Death Set in Diamonds (1965)

#### Série Robert Budd
- Green Mask (1934)
- Sinister House (1934)
- The Cleverness of Mr. Budd (1935)
- The Crooked Circle (1935)
- The Grim Joker (1936)
- Mr. Budd Investigates (1936)
- The Jockey (1937)
- The Return of Mr. Budd (1938)
- The Silver Horseshoe (1938)
- The Witches' Moon (1938)
- The Football Pool Murders alias The Coupon Crimes (1939)
- Mr. Budd Again (1939)
- The Huntsman (1940)
- The Twelve Apostles (1946)
- The Seven Lamps (1947)
- The Royal Flush Murders (1948)
- The Tipster (1949)
- The Whispering Woman (1949)
- Mr. Midnight (1953)
- The Nursery Rhyme Murders (1960)
- The Last Warning (1962)
- The Red Tape Murders (1962)
- Murder in Manuscript (1963)
- Six Men Died (1964)
- Mister Big (1966)

#### Série Paul Rivington
- The Con Man (1934)
- White Wig (1935)

#### Série Michael Dene
- The Seven Clues (1936)
- The Heel Of Achilles (1945)

#### Série Peter Chard
- Thirsty Evil (1945)
- They Walk in Darkness (1947)

#### Série Simon Gale
- Noose for a Lady (1952)
- Sorcerer's House (1956)

#### Série Felix Heron
- The Tudor Garden Mystery (1966)
- Dead Secret (1967)

#### Autres romans
- Alias the Ghost (1933)
- The Black Hunchback (1933)
- Black Skull (1933)
- The Death Play (1933)
- The Embankment Murder (1933)
- The Squealer (1934)
- The Q Squad (1935)
- Queer Face (1935)
- The Ghost Man (1936)
- The Hand of Fear (1936)
- The River Men (1936)
- The Frightened Man (1937)
- The Angel (1939)
- Mr. Whipple Explains (1940)
- The Nightmare Murders (1940)
- The Poisoner (1940)
- The Vampire Man (1941)
- The Show Must Go On (1950)
- The Crimson Ramblers (1960)
- Grim Death (1960)
- Ghost House (1961)
- The Third Key (1961)
- The Ghost Squad (1963)
- I Am Death (1963)
- The Faceless Ones (1964)
- The Moor House Murders (1964)

### Pièce de théâtre
- 1952 : Meet Mr. Callaghan, d'après The Urgent Hangman de Peter Cheyney
- 1956 : L'Heure zéro, d'après L'Heure zéro d'Agatha Christie

## Filmographie
- 1933 : The Shadow de George A. Cooper (pièce originale)
- 1933 : The Man Outside de George A. Cooper
- 1952 : Tread Softly de David MacDonald
- 1953 : Noose for a Lady de Wolf Rilla (roman original)
- 1954 : Meet Mr. Callaghan (en) de Charles Saunders (pièce originale)
- 1955 : ITV Television Playhouse (1 épisode)
- 1956 : The Crimson Ramblers
- 1961 : Chapeau melon et bottes de cuir (1 épisode) (pièce originale)